# Brendan Ryan (Politiker, 1953)

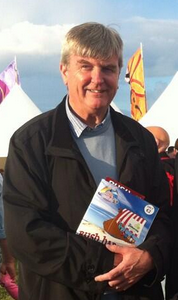
Brendan Ryan (2013)

Brendan Ryan (irisch Breandán Ó Riain; * 5. Februar 1953 in Donabate, Dublin) ist ein irischer Politiker der Irish Labour Party und war von 2011 bis 2020 Mitglied des Dáil Éireann und von 2007 bis 2011 Mitglied des Seanad Éireann.

## Leben
Ryan studierte am Dublin Institute of Technology, am University College Dublin und der Dublin City University Chemie und später Ernährungswissenschaften und Wirtschaftswissenschaften. Bei den Wahlen zum Dáil Éireann 2007 im Wahlkreis Dublin North war er erfolglos, wurde jedoch in den Seanad Éireann über die Verwaltungsliste gewählt. 2011 konnte er jedoch erfolgreich für Labour einen Sitz im Dáil Éireann erringen. Für die Wahlen 2016 wurde der Wahlkreis neu zugeschnitten. Im neuen Wahlkreis Dublin Fingal konnte er den Sitz im Dáil Éireann verteidigen. Bei der Wahl 2020 trat er dann nicht mehr an.
2023 rückte er in den Fingal County Council nach und wurde im darauffolgenden Jahr wiedergewählt.

## Privates
Mit seiner Frau Margie Monks hat er drei Kinder. Sein Bruder ist der frühere Labour-Politiker Seán Ryan, der ebenfalls lange Zeit Abgeordneter für den Wahlkreis Dublin North war.